# نیروی زمینی سوئد
نیروی زمینی سوئد (سوئدی: svenska armén) شاخه زمینی زیرمجموعه نیروهای مسلح سوئد است، که در سال ۱۵۲۱ تأسیس شد.
قدمت گارد نجات اسوا به سال ۱۵۲۱ برمی‌گردد، زمانی که مردان دالارنا ۱۶ مرد جوان توانمند را به عنوان محافظان شخصی برای نجیب‌زاده شورشی گوستاو واسا در جنگ آزادی‌بخش سوئد علیه اتحاد کالمار تحت سلطه دانمارک انتخاب کردند و بدین ترتیب گارد نجات امروزی به یکی از قدیمی‌ترین هنگ‌های جهان تبدیل شد که هنوز در حال خدمت فعال است.
در سال ۱۹۰۱، سوئد خدمت سربازی اجباری را معرفی کرد. سیستم خدمت سربازی اجباری در سال ۲۰۱۰ لغو شد، اما در سال ۲۰۱۷ دوباره برقرار گردید.
سازمان ارتش سوئد در زمان صلح به تعدادی هنگ برای شاخه‌های مختلف تقسیم شده است. تعداد هنگ‌های فعال از پایان جنگ سرد در اواخر دهه ۱۹۸۰ کاهش یافته است. با این حال، ارتش سوئد به دلیل تهدید فزاینده از شرق با ظهور مجدد فدراسیون روسیه و حمله آن به همسایه اوکراین در سال‌های ۲۰۱۴/۲۰۲۲، بار دیگر شروع به گسترش کرده است. در نتیجه، سوئد که مدت‌ها بی‌طرف بود، به عضوی کامل از اتحاد دموکراتیک و نظامی ۷۵ ساله اروپای غربی/مرکزی و آمریکای شمالی سازمان پیمان آتلانتیک شمالی (ناتو) تبدیل شد. از آن پس، هر هنگ فعال، سازمان‌های آموزشی تشکیل داده است، که گردان‌های مختلف ارتش و گارد داخلی را آموزش می‌دهند.